# Izaac Walton

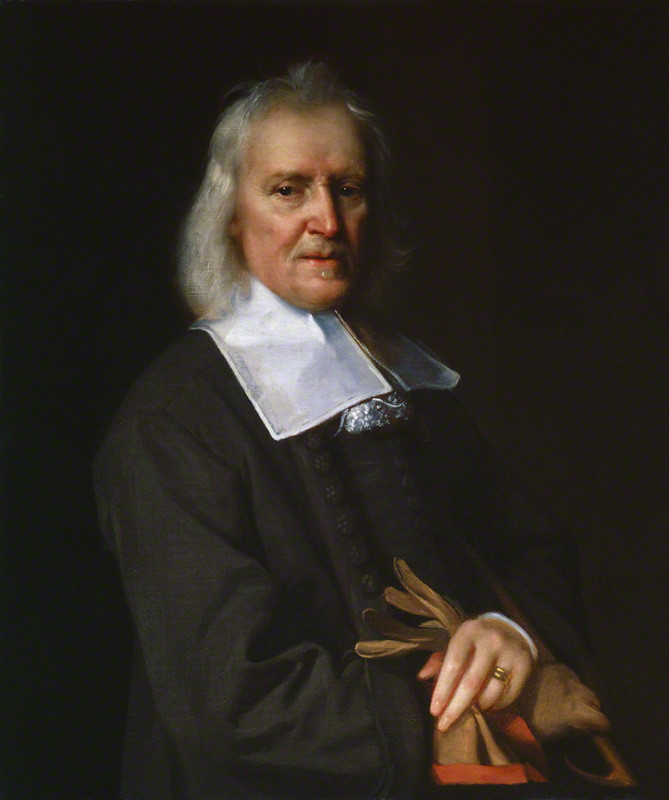
Izaac Walton.

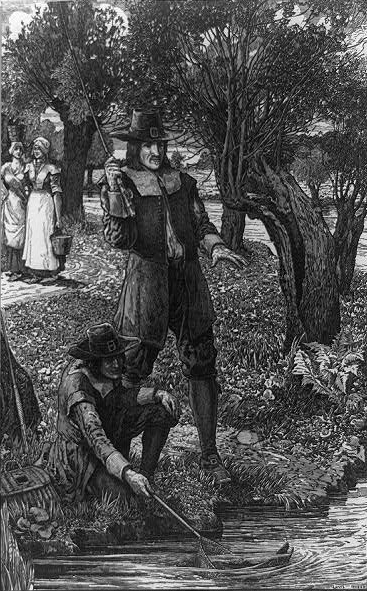
Izaac Walton pescando - obra de Louis Rhead fechada 1900.

Izaak Walton (Stafford, 9 de agosto de 1593-15 de diciembre de 1683) es un escritor inglés del siglo XVII cuya obra es representativa de la literatura de la Restauración inglesa. Su obra más conocida es The Compleat Angler, aunque también escribió un conjunto de biografías breves, conocidas como las Walton's Lives.

## Biografía
Trabajó como ferretero en Londres hasta la guerra civil inglesa. La primera edición de su obra The Compleat Angler se publicó en 1653. Tras la muerte de su segunda esposa, Walton se dedicó a viajar. Se estableció en Farnham Castle junto a George Morley, obispo de Winchester a quien dedicó su obra Life of George Herbert.
Su obra The Compleat Angler se trata en apariencia de un manual de pesca, pero los lectores apreciaron sus vívidas descripciones de la naturaleza, y del placer del ocio en el campo. Existen pocos libros que tengan una prosa análoga a la de Walton. Aunque el título resulta formulario, en realidad, el propósito del texto supera al de servir como guía de los amantes de la pesca. Es una de las obras más curiosas y singulares de la literatura inglesa.

## Traducción al español
- WALTON, IZAAK, El perfecto pescador de caña, traducción del Dr. Augusto García Piris, precedido del ensayo Después de leer a Walton de Miguel de Unamuno, Valladolid: Editorial Maxtor, 2010. Edición facsímil de la de Barcelona: Gráficas Marsá, 1955. ISBN 84-9761-869-6.

- Datos: Q562133
- Multimedia: Izaak Walton / Q562133